# Val-Saint-Michel
Val-Saint-Michel est une ancienne municipalité du Québec.
Elle fusionne avec Bélair pour créée la ville de Val-Bélair.

## Histoire
La ville de Val Saint-Michel a été constitué le 13 avril 1933 en détachement de la paroisse de Saint-Gérard-Majella. Cette paroisse est fondée, à l'origine, en 1909.
Le 15 mars 1969, la municipalité fait une modification à son toponyme en devenant Val-Saint-Michel.

### Ville de Val-Bélair
Tant Bélair que Val-Saint-Michel bénéficient d'une forte augmentation de la population lors de la Seconde Guerre mondiale, à partir de 1939, alors que beaucoup d'habitants civils travaillent à la base militaire et aux usines d'armement voisines. Après la guerre, la villégiature se développe et apporte son lot de nouveaux résidents. Les règlements de construction et d'habitation laxistes combinés à des prix de terrains bas amènent également des résidents pauvres de Québec à venir s'y installer.
Tellement que le gouvernement du Québec déclare Bélair « sous-développé », ce qui deviendra un frein majeur à son développement, les institutions financières refusant de prêter afin de ne pas voir leur investissement déprécié. Lorsque la ville révise ses règlements d'urbanisme quelques années plus tard, la construction reprendra. Le développement de la base militaire de Valcartier contribuera également à l'apport de nouveaux résidents et au développement résidentiel jusqu'aux années 1970.
En 1965, la municipalité de Saint-Gérard-Majella devient une ville et son nom est modifié pour Bélair. Le 29 décembre 1973, Bélair et Val-Saint-Michel fusionne pour devenir le 1er janvier 1974 Val-Bélair.

## Liste des maires de Val-Saint-Michel
- 1933-1941 : Charles Cantin
- 1941-1943 : J-A Rodrigue
- 1943-1949 : Tancrède Gignac
- 1949-1951 : Charles Cantin – deuxième mandat
- 1951-1955 : Télésphore Boissinot
- 1955-1957 : Léonard Archambault
- 1957-1959 : Téléphore Boissinot – deuxième mandat
- 1959-1961 : Robert Gobeil - (terme poursuivi par Léonard Archambault)
- 1961-1965 : Léonard Archambault – deuxième mandat - (terme poursuivi par Edgar Mercier)
- 1965 : Edgar Mercier
- 1965-1969 : Jean-Marc Gagné
- 1969-1971 : Aimé Côté
- 1971-1972 : Léo Carrier
- 1972-1973 : Télésphore Boissinot – Troisième mandat

### Hommages toponymiques
- Le Boulevard Pie-XI a déjà été nommée Chemin Saint-Michel avant 1933.
- La rue Girouard a déjà été nommée rue Archambault, entre 1972 et 1976, en l'honneur du maire Archambault dans les anciennes villes de Val-Saint-Michel et de Val-Bélair.
- La rue d'Edimbourg a déjà été nommée boulevard Boissinot entre 1974 et 1976 en l'honneur du maire Boissinot dans l'ancienne ville de Val-Bélair.
- La rue Madelin a déjà été nommée parc Cantin en l'honneur du maire Cantin, entre 1962 et 1976, dans les anciennes villes de Val-Saint-Michel et Val-Bélair.
- La rue de Montelieu a déjà été nommée avenue Cantin en l'honneur du maire Cantin, entre 1933 et 1962, dans l'ancienne ville de Val-Saint-Michel.
- La ruelle Rodrigue a été nommée en l'honneur du maire Rodrigue en 1962 dans l'ancienne ville de Val-Saint-Michel, maintenant présente dans la ville de Québec.